# Metropolia astrachańska
Metropolia astrachańska – jedna z metropolii Rosyjskiego Kościoła Prawosławnego. W jej skład wchodzą dwie eparchie:
- eparchia astrachańska,
- eparchia achtubińska[1].

Erygowana przez Święty Synod Rosyjskiego Kościoła Prawosławnego w marcu 2013. 

## Metropolici astrachańscy
- Jonasz (Karpuchin), 2013–2016[3]
- Nikon (Fomin), od 2016[4]